# A605 (België)
De Belgische A605 is een kort stuk geplande snelweg ten oosten van Luik. De snelweg, die ook bekendstaat onder de naam Cerexhe-Heuseux–Beaufays (afgekort CHB), zou de A3/E40 verbinden met de A26/E25 en daarmee het oostelijke deel van de Luikse ring vormen.

## Geschiedenis van het project
Het project kwam voor het eerst ter sprake in de jaren 60, met een eventuele doortrekking tot aan de A25 om het knooppunt Cheratte te ontlasten. De autosnelweg werd ingetekend op de gewestplannen, maar werd nog niet gerealiseerd. Sinds 2004 zijn er nieuwe plannen voor de aanleg van deze verbinding, voornamelijk omwille van congestie op de E42 rond Luik en de A602 door Luik.
De aanleg van de A605 is regelmatig onderwerp van protest van omwonenden, groenen en communisten. Tegenstanders stellen dat het project te duur is (huidige schatting €400 miljoen), en dat het geld beter aan andere projecten besteed zou kunnen worden, zoals aan de aanleg van een tram in de Luikse agglomeratie.
In april 2008 berichtte de krant Le Soir dat Eurocommissaris van milieu Stavros Dimas een juridische procedure startte omdat voor het project geen milieueffectrapportage (plan-MER) uitgevoerd was.
Op 18 juni 2009 verkondigde minister Michel Daerden in een interview aan RTBF dat het project voorlopig geschrapt werd vanwege politieke en budgettaire redenen. Het Waalse regeerakkoord dat in 2009 werd opgesteld vermeldt dat de realisatie van de verbinding wordt uitgesteld, maar niet definitief verworpen.
Uit een studie uitgevoerd in 2012 door Transitec bleek dat een autosnelwegverbinding A605 niet nuttig zou zijn, maar het studiebureau ijverde in plaats wel voor een autoweg met 2x1-profiel met pechstrook (type stroomweg). 
Op 30 september 2014 zei de Waalse minister van mobiliteit, Carlo Di Antonio, voorstander van het project te zijn. Hij zou het project verdedigen binnen de Waalse regering. Begin maart 2016 stemden de drie grootste partijen uit de meerderheid (PS en cdH) en de oppositie (MR) in het Waalse parlement vóór de realisatie van deze verbinding. Er werd echter wel opgemerkt dat de hoge kosten van het project (500 miljoen euro) maken dat het project niet op korte termijn kan uitgevoerd worden.